# Josh Adams (cestista)
Josh Adams (Phoenix, 16 novembre 1993) è un cestista statunitense, di ruolo guardia.

## Palmarès

### Club
- Campionato italiano: 1

Virtus Bologna: 2020-21
- Coppa di Slovenia: 1

Cedevita Olimpija: 2023

### Individuale
- All-Mountain West Conference Third Team: 1

2014-2015
- All-Mountain West Conference First Team: 1

2015-2016
- ACB Most Spectacular Player: 1

2019-2020